# Sukalila
Sukalila is een bestuurslaag in het regentschap Indramayu van de provincie West-Java, Indonesië. Sukalila telt 1550 inwoners (volkstelling 2010).